# LGV Interconnexion Est
LGV Interconnexion Est (franceză Interconexiunea Est) este o Linie de Mare Viteză situată în regiunea Île-de-France din Franța, dedicată transportului de pasageri inaugurată în 1994. Numele de Est se datorează poziționării sale în estul Parisului. Este formată din trei ramuri ce se unesc la Coubert : una spre Paris și spre rețeaua feroviară spre vestul Franței ce se termină la Valenton ; una spre nordul franței, Londra și Bruxelles, ce se intersectează cu LGV Nord la Vémars ; și una spre sud-est care se intersectează cu LGV Sud-Est la Moisenay. Datorită faptului că ramurile sud și est oferă un acces mai rapid spre gara Lyonului din Paris acestea au fost "anexate" de către LGV Sud-Est, astfel încât în general interconexiunea est este considerată doar tronsonul dintre Coubert și Vémars.

## Traseul

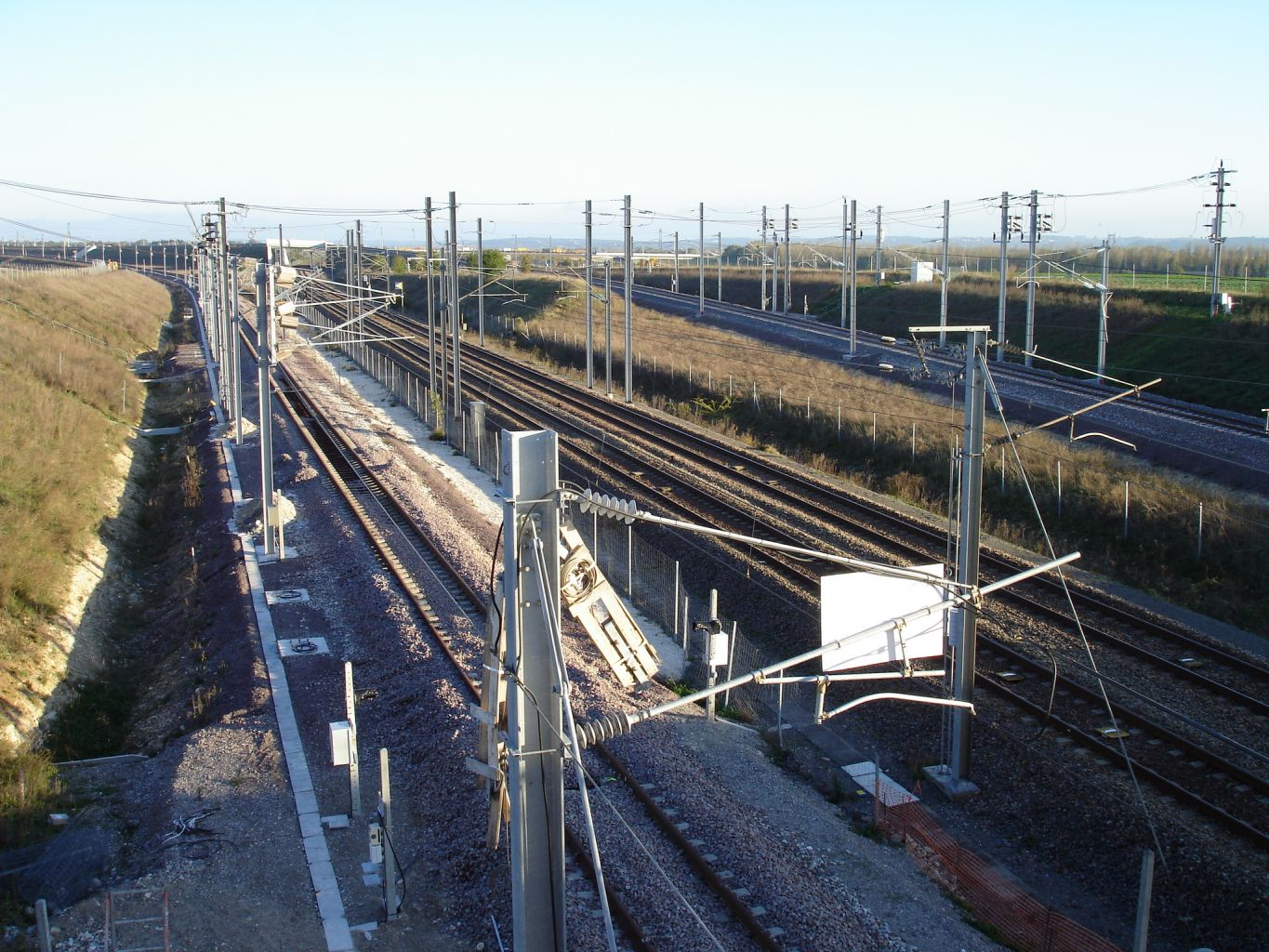
LGV Interconnexion Est - racordul spre LGV Est la Messy (Seine-et-Marne)

Din triunghiul de ramificație de la Coubert linia continuă spre nord-est și traversează, fără nici o conexiune realizată, linia neelectrificată Paris - Basel. O posibilă conexiune, cuplată cu electrificare liniei ar permite un acces facil trenurilor cu proveniență din sud-estul Franței să acceadă la Gara de Est, ceea ce ar permite descongestionarea Gării Lyonului.
În apropiere de Tournan, un racord de urgență leagă linia LGV de linia clasică Paris-Coulommiers. Spre nord linia trece prin Gara Marne-la-Vallée - Chessy, deservită de asemenea de Linia A a RER-ului parizian, și situată în apropierea orașului nou Marne-la-Vallée și a parcului Disneyland Paris. după ieșirea din gară LGV traversează râul Marna pe viaductul Chalifert după care traversează linia clasică Paris-Strasbourg.
În apropiere de Claye-Souilly, linia este interconectată cu LGV Est. După această interconexiune linia traversează prin subteran Aeroportul Internațional Charles de Gaulle deservind în același timp gara Aéroport Charles-de-Gaulle 2 TGV situatâ în incinta terminalului 2, unde este posibilă și corespondența cu linia B a RER-ului. Imediat după ieșirea din aeroport, linia se intersectează cu LGV Nord prin intermediul unui triunghi de conexiune la Vémars.

## Istoric
- 29 mai 1994 : punerea în funcțiune a legăturii dintre LGV Nord (triunghiul de la Vémars) și Sud-Est (bifurcația de la Moisenay)
- 2 iunie 1996 : punerea în funcțiune a ramurii vest (între Créteil și Valenton)

## Proiecte
- Interconexiunea Est ar urma să fie completată printr-o Interconexiune Sud ce ar permite legătura pe linie dedicată cu LGV Atlantique. Un proiect de Interconexiune Vest spre o posibilă viitoare linie de viteză spre Normandia ar putea fi realizată ce ar duce la crearea unei linii de mare viteză în jurul Parisului ce ar putea deservii astfel localitățile de la periferia acestuia.